# Eleftheroupoli
Eleftheroupoli (in greco Ελευθερούπολη?, in bulgaro: Pravišta, Правища) è un ex comune della Grecia nella periferia della Macedonia orientale e Tracia di 11.401 abitanti secondo i dati del censimento 2001.
È stato soppresso a seguito della riforma amministrativa detta Programma Callicrate in vigore dal gennaio 2011 ed è ora compreso nel comune di Pangaio.